# Лауреаты Государственной премии Российской Федерации за 2024 год
Лауреаты Государственной премии Российской Федерации за 2024 год были названы указами президента Российской Федерации. Имена их стали известны 10 июня 2025 года на специальном брифинге , который провели помощник Президента Андрей Фурсенко, помощник Президента Владимир Мединский и советник Президента, председатель Совета по развитию гражданского общества и правам человека Валерий Фадеев.

## Лауреаты в области науки
"за создание и развитие нового научного направления – теория скрытых колебаний":
- Кузнецов, Николай Владимирович, заведующий кафедрой федерального государственного бюджетного образовательного учреждения высшего образования «Санкт-Петербургский государственный университет»;

"за большой вклад в археологическое изучение становления Российского государства и ранней истории Руси":
- Макаров, Николай Андреевич, директор федерального государственного бюджетного учреждения науки «Институт археологии Российской академии наук;

"за открытие фундаментального механизма хранения и передачи информации в низкоаффинных взаимодействиях ДНК/РНК"
- Никитин, Максим Петрович, ведущий научный сотрудник, заведующий лабораторией МФТИ

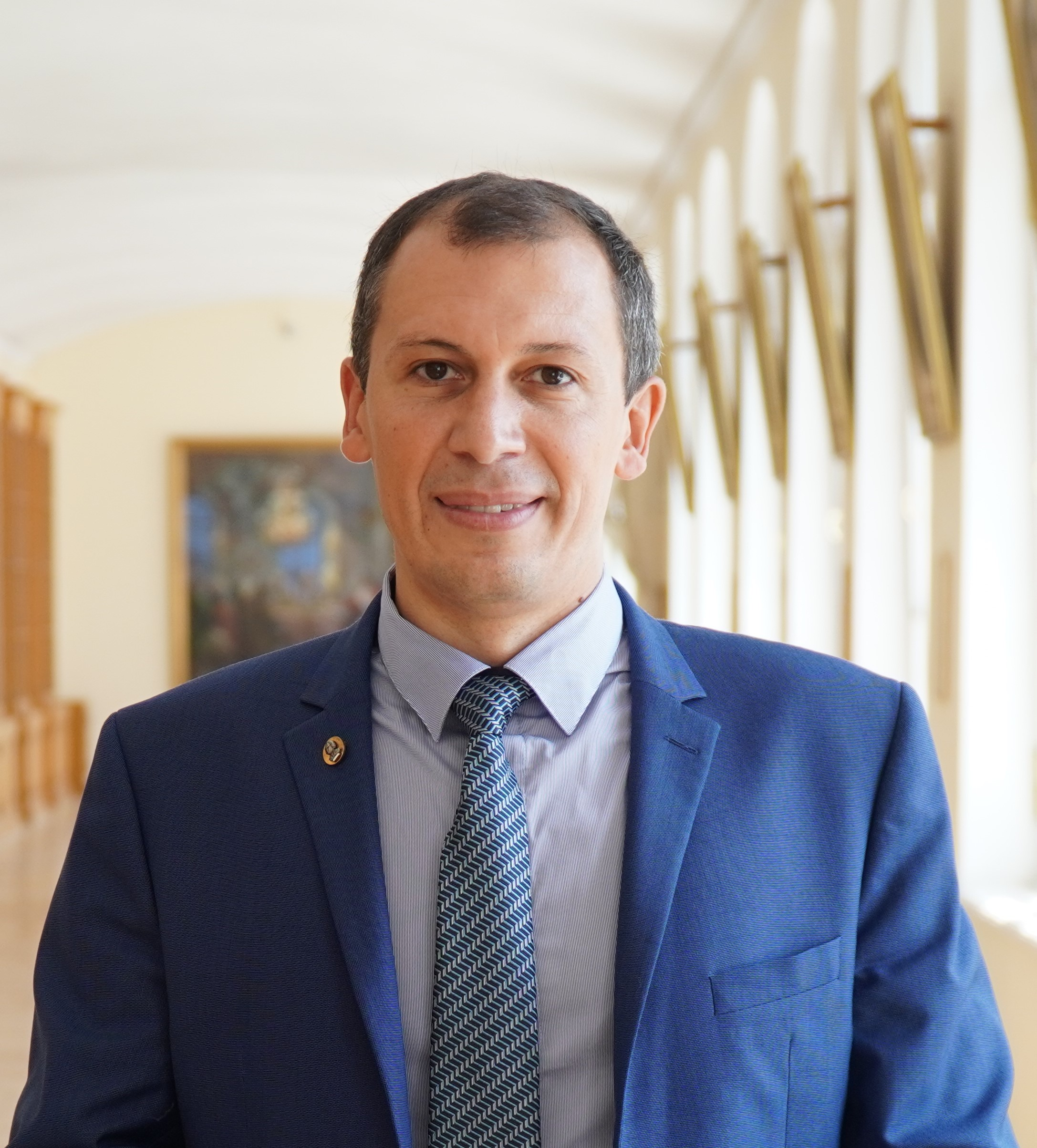
Кузнецов Н.В.
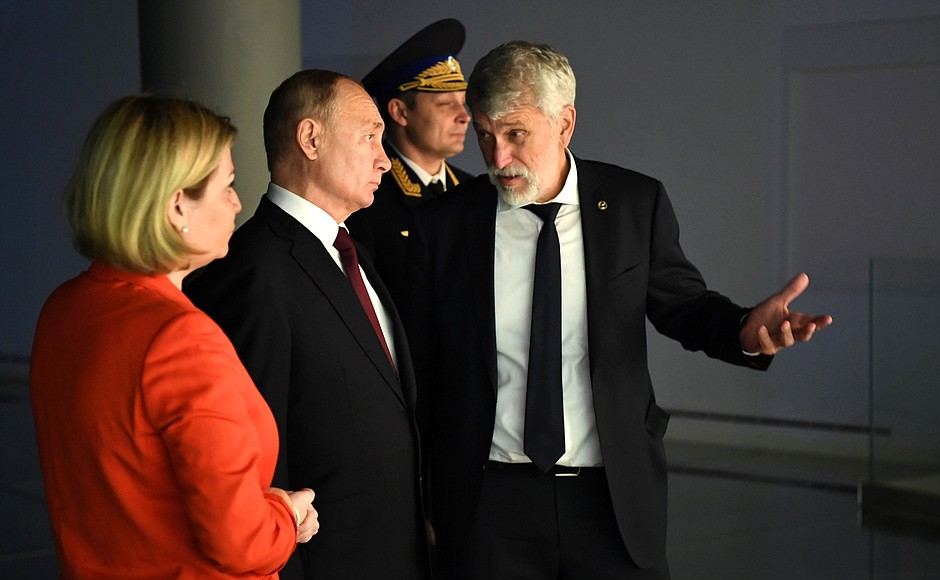
Макаров Н.А.
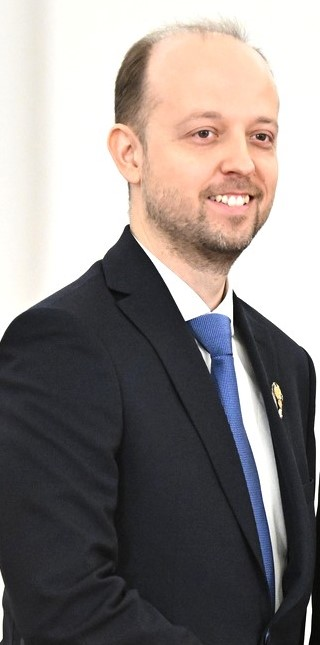
Никитин М.П.

## Лауреаты в области литературы и искусства
за вклад в развитие отечественной литературы:
- Поляков, Юрий Михайлович- писатель

за сохранение и развитие народной художественной культуры:
- Пуртова, Тамара Валентиновна- директор дома творчества имени Поленова

 за вклад в развитие отечественной музыкальной культуры:
- Шалашов, Алексей Алексеевич- директор Московской филармонии.
- Чайковский, Александр Владимирович-;художественный руководитель Московской филармонии.

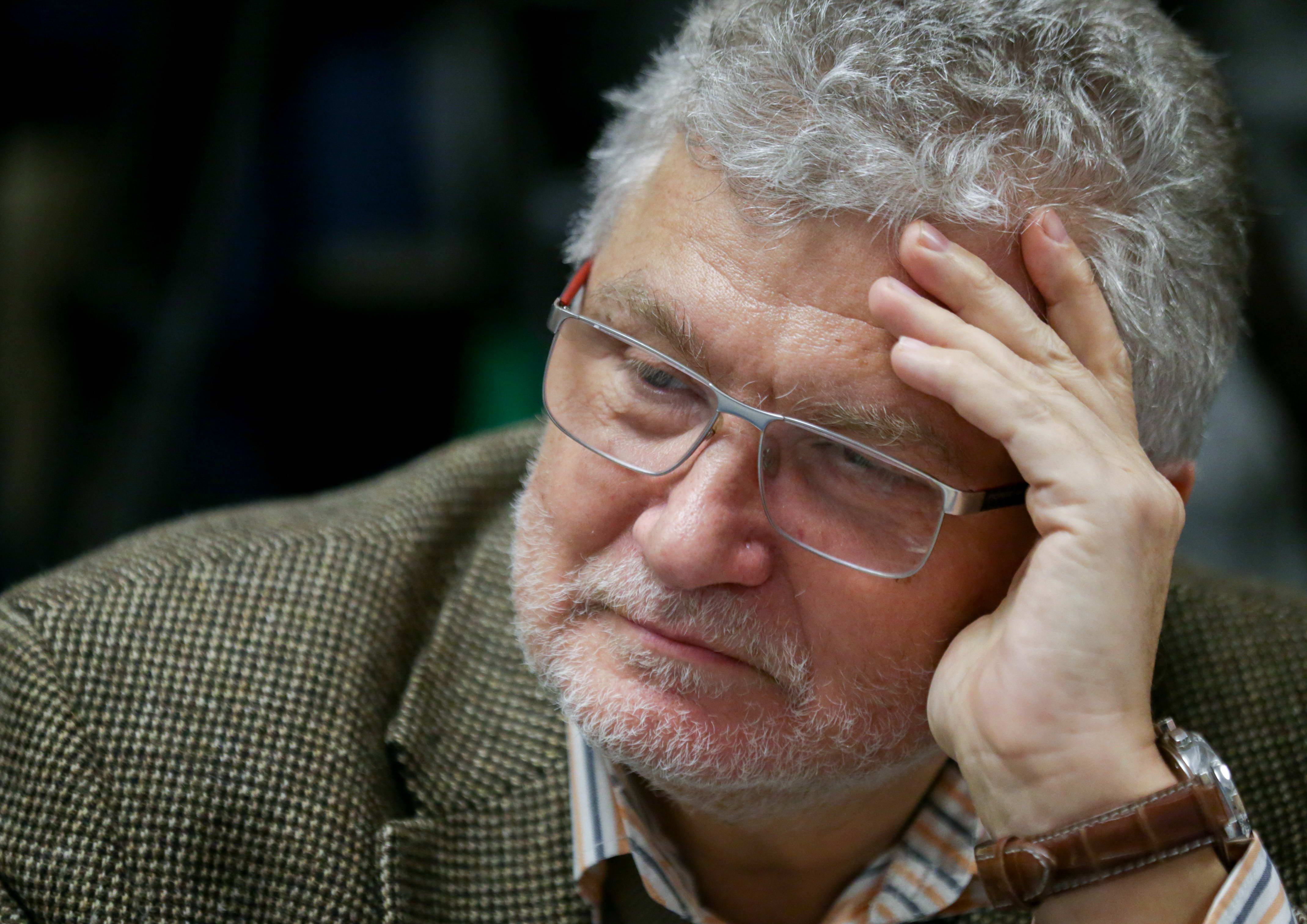
Поляков Ю.М.
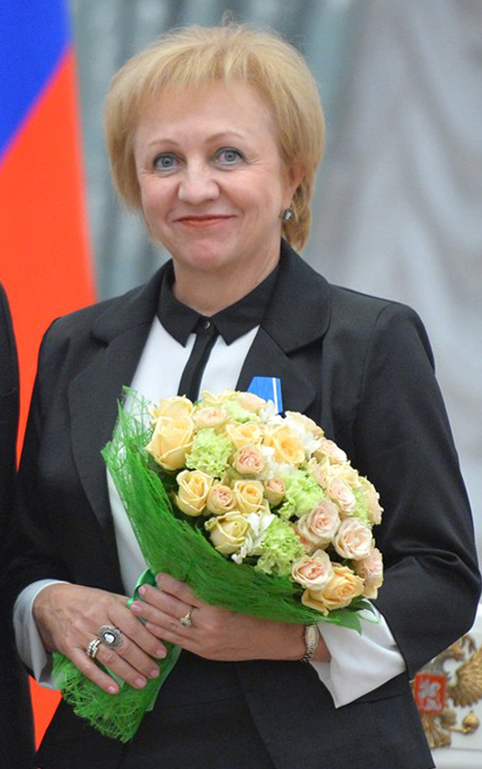
Пуртова Т.В.
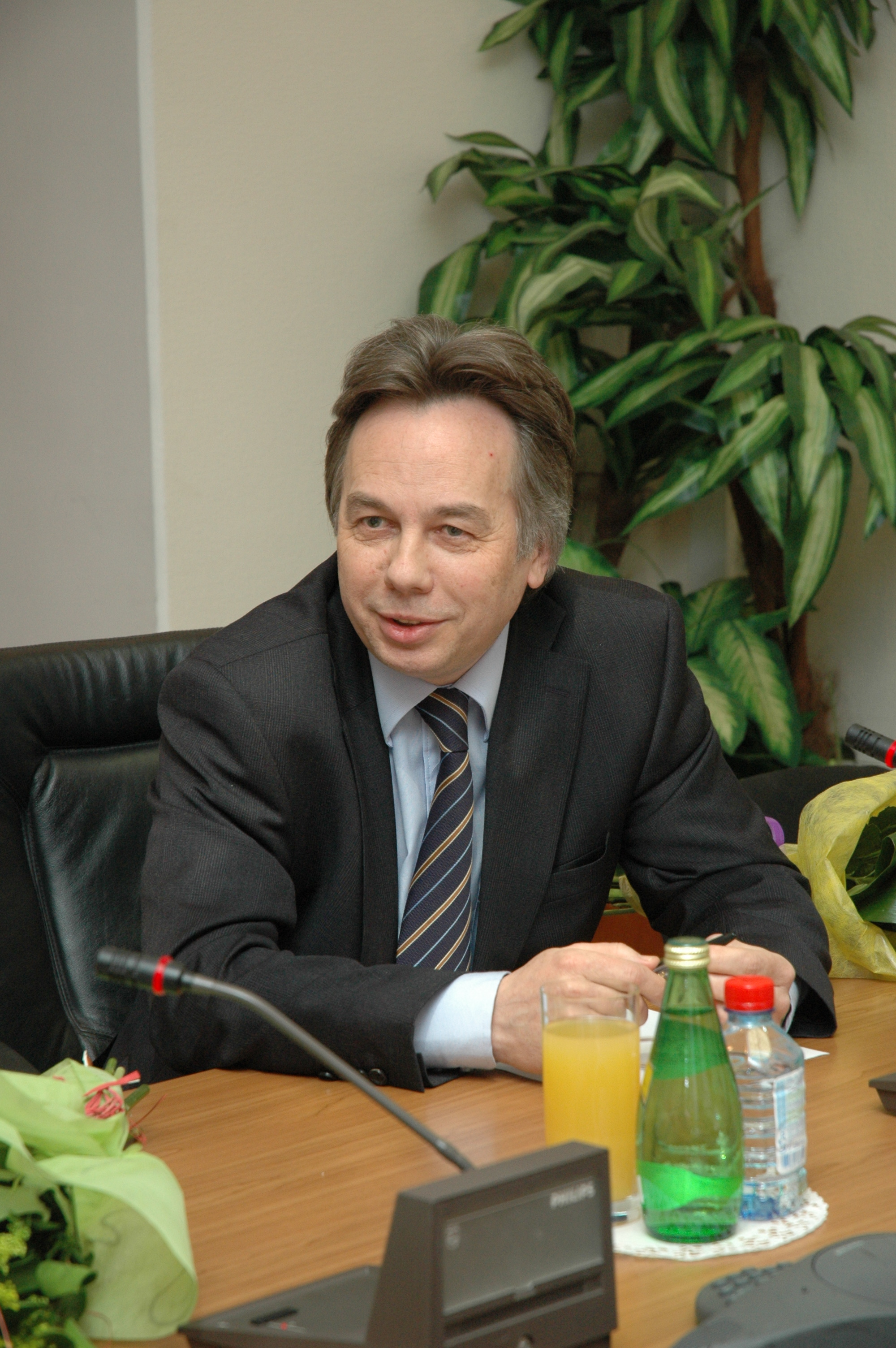
Шалашов А.А.

## Лауреаты в сфере гуманитарной деятельности
- Чубарьян, Александр Оганович- историк.

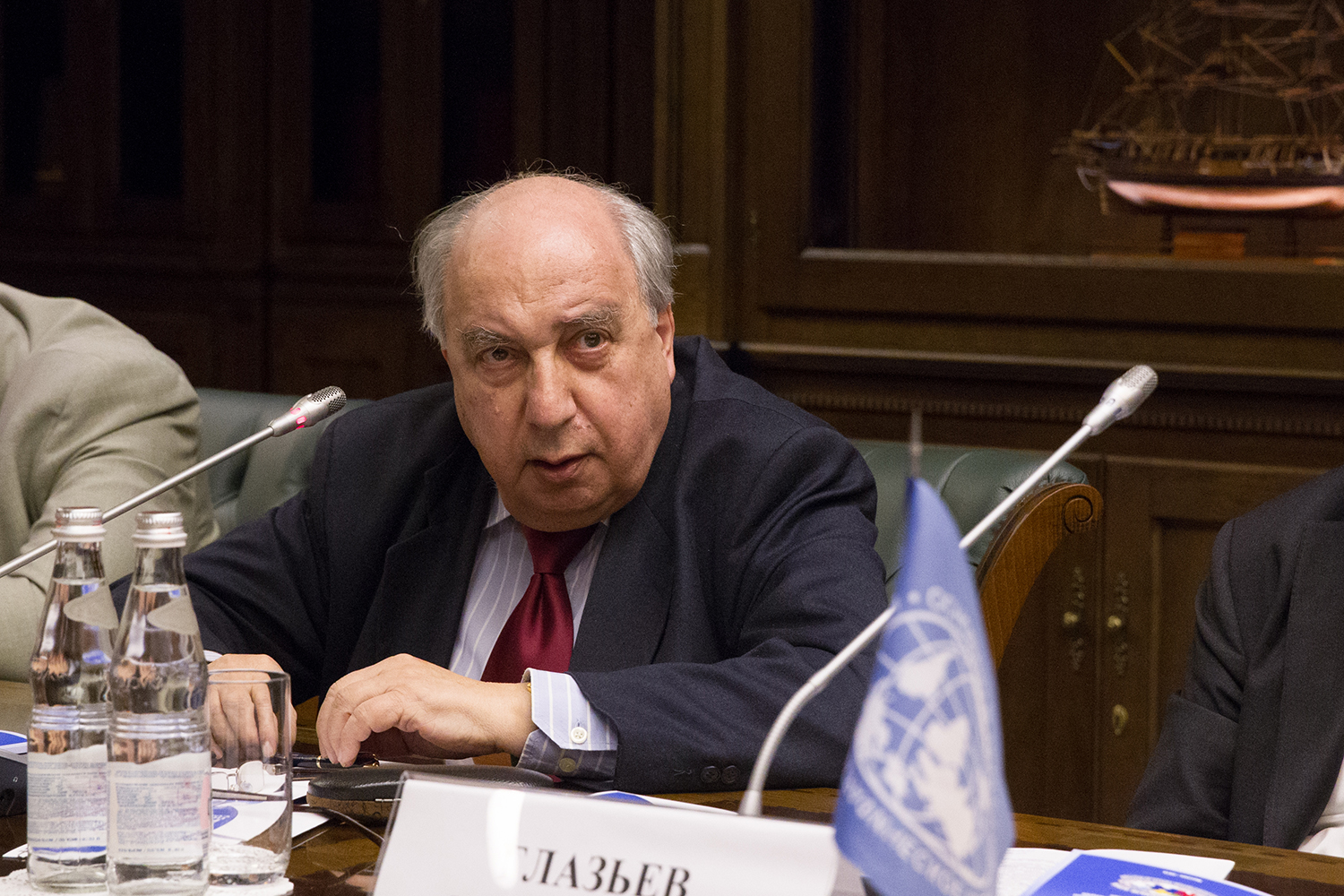

## Лауреаты в сфере благотворительной деятельности
- Столяренко, Георгий Евгеньевич, генеральный директор общества с ограниченной ответственностью «Центр диагностики и хирургии заднего отдела глаза».

## Лауреаты в сфере правозащитной деятельности
- Карпович, Наталья Николаевна- руководитель общественной организации "Многодетные матери Москвы."

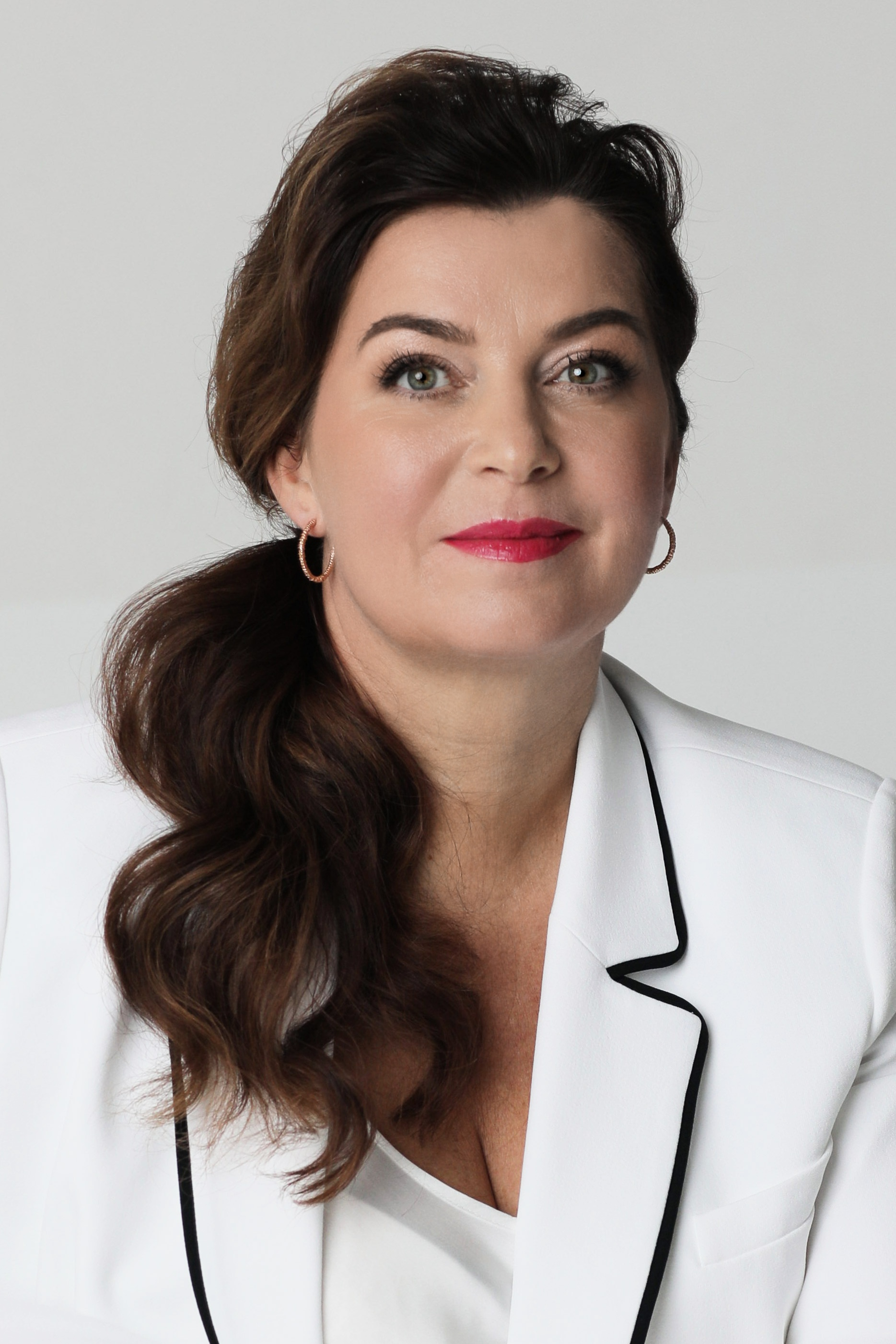